# Asfiksja
Asfiksja (z gr. ἀσφυξία, ἀ bez, σφύξη tętno), zamartwica – stan niedoboru tlenowego w organizmie. Jeśli nie podejmie się natychmiastowych czynności ratowniczych, prowadzi do szybkiej utraty przytomności i śmierci. Asfiksja to inaczej uduszenie lub anoksemia.
Asfiksja u ludzi wymaga natychmiastowej interwencji medycznej.
Przyczynami asfiksji są:
- fizyczne zablokowanie dróg oddechowych na drodze z i do płuc
  - zgniecenie lub przyciśnięcie klatki piersiowej lub brzucha
  - zadławienie
  - utonięcie
  - duszenie lub zewnętrzne zaciśnięcie szyi (zadzierzgnięcie) albo gardła, np. za pomocą liny (powieszenie) lub rąk
  - zwężenie dróg oddechowych z powodu astmy lub reakcji anafilaktycznej
  - zachłyśnięcie się wymiocinami
  - asfiksja pozycyjna
  - praktyki erotyczne związane z duszeniem (asfiksja erotyczna lub asfiksja autoerotyczna[1])
- oddychanie w środowisku ubogim w tlen, prowadzące do hipoksji np.:
  - napełnianie naczyń kriogenicznych płynnymi, odtlenowanymi gazami, takimi jak azot, w zamkniętym pomieszczeniu
  - kadzie fermentacyjne w browarach (atmosfera w nich obfituje w dwutlenek węgla)
  - ładownie statków, pełne beztlenowych gazów cięższych od powietrza
  - wadliwe urządzenia do nurkowania, podające mieszankę gazów o niedostatecznej ilości tlenu
  - oddychanie niskotlenową mieszanką gazów (przeznaczoną do głębokiego nurkowania) w zbyt płytkiej wodzie - ciśnienie parcjalne tlenu jest zbyt niskie, by człowiek mógł zachować przytomność.
  - w czasie burzy ogniowej
- kontakt ze związkami z grupy cyjanków i inne zatrucia
- różnego typu ataki powodujące zatrzymanie czynności oddechowej
- zespół bezdechu sennego

Problemy podczas porodu mogą prowadzić do niedotlenienia u noworodka.
Przedłużająca się asfiksja, jeśli nie zakończy się śmiercią, może prowadzić do uszkodzenia mózgu. Jeśli wystąpi ona przy urodzeniu, nowo narodzonemu dziecku grozi porażenie mózgowe.